# Bodnár András (vízilabdázó)
Bodnár András (Ungvár, Magyarország, ma: Ukrajna, 1942. április 9. –) olimpiai, világ- és Európa-bajnok kárpátaljai magyar vízilabdázó, úszó, sportvezető, orvos.

## Sportpályafutása
1952-től egri sportegyesületekben (Egri Vasas, Egri Dózsa, Eger SC) úszott és vízilabdázott, majd 1962-től a Budapesti Orvostudományi Egyetem egyesületében, az OSC-ben. 1960 és 1976 között száznyolcvanhatszor játszott a magyar válogatottban. Tagja volt az 1964-es tokiói olimpián és az 1973-as vb-n bajnoki címet nyert csapatnak.
Úszóként többszörös utánpótlás bajnok, felnőtt bajnokságon dobogós. Részt vett az 1957-es budapesti Európa-bajnokságon és a római olimpián.

### Sporteredményei
- olimpiai bajnok (1964)
- olimpiai 2. helyezett (1968, 1972)
- olimpiai 3. helyezett (1960)
- világbajnok (1973)
- világbajnokság 2. helyezett (1975)
- Európa-bajnok (1962, 1974)
- Európa-bajnokság 2. helyezett (1970)
- Európa-bajnokság 5. helyezett (1965)
- főiskolai világbajnok ( 1963, 1965 )
- főiskolai-világbajnokság 3. helyezett  ( 1961 )
- főiskolai-világbajnokság 3. helyezett, 4 × 100 m gyors (1961)
- Bajnokcsapatok Európa Kupája győztes (1972, 1978)
- Szuper Kupa győztes (1978)
- Bajnokcsapatok Európa Kupája 2. helyezett (1973, 1974)
- Bajnokcsapatok Európa Kupája 3. helyezett (1969)
- Kupagyőztesek Európa Kupája 2. helyezett (1975)
- hétszeres magyar bajnok (1969, 1970, 1971, 1972, 1973, 1974, 1978)

## Orvosi pályafutása
1968-ban a budapesti Semmelweis Orvostudományi Egyetemen (SOTE) orvosi oklevelet szerzett és általános sebészi szakorvosi vizsgát tett. 1968-tól 1985-ig tanársegéd a SOTE 1. számú Sebészeti Klinikáján, 1985-től 1994-ig a Korányi Frigyes Kórház és Rendelőintézet sebészetének osztályvezető főorvosa, az Állami Népegészségügyi és Tisztiorvosi Szolgálat sebész felügyelő szakorvosa. Később a Bajcsy-Zsilinszky Kórház sebészfőorvosa lett.

## Sportvezetői pályafutása
1981 és 1989 között a Magyar Úszó Szövetség alelnöke, a vízilabda szakág elnöke. 1989-től 1992-ig a Magyar Vízilabda-szövetség elnöke, majd később elnökségi tag. A Magyar Olimpiai Bizottság tagja. 1990-től az Európai Úszószövetség Orvosi Bizottságának tagja. 2004-től a Mező Ferenc Közalapítvány kuratóriumának tagja, majd elnöke. 2011-töl  a MOB " Mező Ferenc " Sportbizottságának elnöke. 2012-től. az Olimpiai Bajnokok Klubja elnökségének tagja.

## Díjai, elismerései
- A Magyar Népköztársaság Kiváló Sportolója (1962)[1]
- MOB Érdemérem (2014)[2]
- Magyar Népköztársasági Sportérdemérem arany fokozata (1972)[3]
- MOB Érdemérem (2014)[2]
- Az International Swimming Hall of Fame tagja (2017)[4]
- A Magyar Érdemrend tisztikeresztje (2018)[5]